# Marco Agostini
Marco Agostini (* 1964; heimatberechtigt in Pfeffingen) ist ein Schweizer Politiker (Grüne).

## Leben
Marco Agostini ist gelernter Chemielaborant und arbeitete als Verkäufer in der Kunststoffindustrie. Er betreibt in Pfeffingen ein Handelsunternehmen für Starkstromkabel im Niederspannungsbereich. Agostini ist Vater von zwei Kindern und lebt mit seiner Familie in Pfeffingen.

## Politik
Marco Agostini ist seit 2016 Mitglied der Umweltschutz- und Energiekommission der Gemeinde Pfeffingen.
2019 wurde Agostini in den Landrat des Kantons Basel-Landschaft gewählt. Er ist seit 2019 Mitglied und Vizepräsident der Petitionskommission und seit 2021 Mitglied der Umweltschutz- und Energiekommission. Seit 2019 ist Agostini Mitglied Oberrheinrats sowie des Distriktrats des Trinationalen Eurodistrikts Basel.
Regionale Bekanntheit erlangte Agostini durch sein Engagement für saubere Wälder. Mit dem Verein Suuberewald organisiert er regelmässige Müllsammelaktionen in den regionalen Wäldern.
Agostini ist Mitglied des Koordinationsbüros der Interkantonalen Legislativkonferenz. Er war Geschäftsleitungsmitglied der Grünen Basel-Landschaft und ist Präsident der Grünen Reinach/Aesch/Pfeffingen.